# Romance (álbum de Luis Miguel)
Romance es el octavo álbum de estudio del cantante mexicano Luis Miguel, lanzado el 19 de noviembre de 1991 por Warner Music Group Latina. Aunque la producción originalmente iba a ser otra colaboración con Juan Carlos Calderón, el plan fue desechado cuando este fue incapaz de componer canciones para el álbum. Antes de que se cumpliese el plazo para la presentación de un nuevo material según su contrato, por sugerencia de su mánager, Luis Miguel eligió el género del bolero como su próximo proyecto. El cantante y compositor mexicano Armando Manzanero fue contratado por WEA Latina para coproducir el disco con Luis Miguel. La grabación comenzó en agosto de 1991 en Ocean Way Recording en Hollywood, California, con Bebu Silvetti en los arreglos musicales.
En el álbum, Luis Miguel versiona doce boleros, originalmente publicados entre 1944 y 1986. Los dos primeros sencillos, «Inolvidable» y «No sé tú», alcanzaron el primer lugar de la lista Billboard Hot Latin Songs en Estados Unidos y se mantuvieron seis meses en la cima de las listas mexicanas. «Mucho corazón» y «Cómo» estuvieron entre los primeros puestos de Hot Latin Songs, y «Usted» y «La barca» recibieron un lanzamiento airplay a lo largo de Latinoamérica. El artista promocionó Romance con una gira por Estados Unidos y Latinoamérica. El disco recibió comentarios positivos por los críticos de música, que elogiaron la voz de Luis Miguel y la producción del disco. El cantante ganó varios reconocimientos, incluyendo una nominación al Grammy por mejor álbum pop latino.
Romance fue un éxito comercial, ya que vendió más de 8 millones de copias en todo el mundo. En Estados Unidos se mantuvo treinta y dos semanas en el número 1 en la lista Billboard Latin Pop Albums y fue el primer álbum en idioma español sin fusión de un artista latino en obtener un disco de oro por la Recording Industry Association of America —RIAA—; también fue certificado disco de oro en Brasil y Taiwán, la primera vez para un cantante hispanohablante. Romance es el disco más vendido en Argentina por un intérprete no nacional. El álbum fue reconocido por reavivar el género del bolero. Su éxito animó a Luis Miguel lanzar tres discos más de boleros: Segundo romance (1994), Romances (1997) y Mis romances (2001).

## Antecedentes y grabación

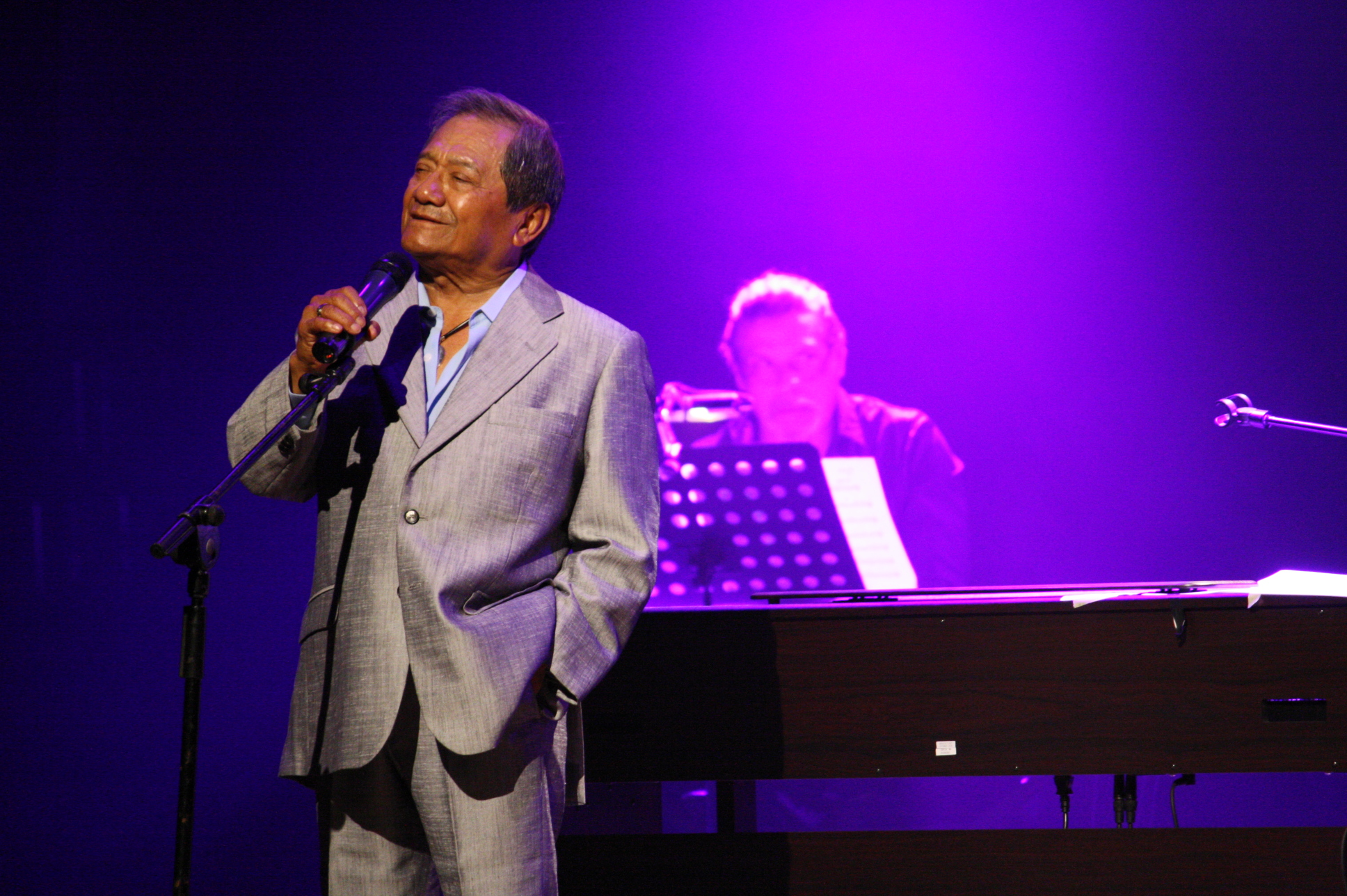
Cuando Luis Miguel decidió grabar boleros para su siguiente álbum, WEA Latina contrató al cantautor mexicano Armando Manzanero para ayudar con su producción. Romance tiene versiones de dos composiciones de Manzanero: «Te extraño» y «No sé tú».

Desde que Luis Miguel firmó con WEA Latina en 1986, sus álbumes Soy como quiero ser (1987), Busca una mujer (1988) y 20 años (1990) en conjunto consiguieron ventas de más de 3 millones de copias en México. Sus primeras grabaciones consistían en canciones de soft rock y baladas pop, que convirtieron al cantante en un ídolo adolescente. El 14 de enero de 1991, WEA Latina anunció un nuevo álbum con el productor y compositor Juan Carlos Calderón, quien produjo los tres discos anteriores del cantante. Queriendo repetir el éxito de 20 años, Calderón compondría las canciones de pop y baladas, y buscaría pistas para que el artista pueda hacer versiones. La producción fue programada para comenzar en abril, con grabaciones en inglés, italiano y español. La discográfica no estaba convencida con las canciones preseleccionadas de Calderón; tuvo que escribir más composiciones y la producción se detuvo indefinidamente. En última instancia, no fue capaz de componer temas para el álbum.
El intérprete tenía un plazo contractual con su discográfica para presentar un nuevo material y consideró grabar boleros —baladas lentas «dotadas con letras románticas»— después de un encuentro con el cantautor mexicano Armando Manzanero durante una entrevista televisada. El cantante interpretó boleros —incluyendo composiciones grabadas por Manzanero— durante su Gira 20 Años. A sugerencia de su mánager Hugo López, y al darse cuenta de que podía cautivar a un público de mayor edad, el artista eligió boleros para su próximo álbum y WEA Latina contrató a Manzanero para hacerse cargo de su producción. Manzanero se mostró entusiasmado y convencido de que la popularidad de Luis Miguel atraería a los jóvenes al género bolero. El 25 de octubre de 1991, el título del álbum se promovió como un homenaje a este estilo musical y Luis Miguel figuró como productor principal.
La grabación comenzó el 24 de agosto de 1991, en el estudio Ocean Way Recording, ubicado en la localidad de Hollywood, California. Luis Miguel y Manzanero produjeron el álbum, con Bebu Silvetti como arreglista con contribuciones adicionales de 32 violinistas bajo la dirección del director estadounidense Ezra Kliger. En Romance, el cantante versiona doce boleros —con cada pista siendo descrita como números de amor—, que fueron seleccionados por Manzanero de 500 canciones, incluyendo sus temas «Te extraño» y «No sé tú». Siete de las doce canciones fueron grabadas el 13 de septiembre cuando la producción se suspendió al día siguiente, debido a que el intérprete fue hospitalizado por apendicitis. El lanzamiento del álbum estaba programado para finales de octubre pero fue pospuesto hasta el 19 de noviembre y la grabación se reanudó dos semanas después de que el artista fue internado.

## Sencillos y promoción
«Inolvidable» resultó ser el sencillo principal de Romance en noviembre de 1991. Alcanzó la cima de la lista Billboard Hot Latin Songs en Estados Unidos el 25 de enero de 1992, encabezando el conteo por cinco semanas. Su segundo sencillo, «No sé tú», fue publicado en febrero de 1992 y obtuvo la primera posición del Hot Latin Songs el 18 de abril, donde se mantuvo por siete semanas. El videoclip para «No sé tú» fue dirigido por Pedro Torres y filmado en Miami, que cuenta con Luis Miguel y una orquesta interpretando el tema delante de un edificio. El vídeo se estrenó el 16 de febrero en el programa de variedades de México Siempre en domingo. Danyel Smith de la revista Vibe escribió: «Respaldado por una orquesta completa, su voz se eleva, cae y penetra, lo que nos hubiera gustado haber estado allí la otra vez». En la lista anual de 1992 del Billboard Top Latin Songs, «Inolvidable» y «No sé tú» consiguieron el tercer y segundo lugar, respectivamente, en Estados Unidos. En México, las canciones estaban en la primera posición de dichas listas durante un total de seis meses. El tercer sencillo del álbum, «Contigo en la distancia», fue lanzado en México en julio de 1992; su vídeo musical fue dirigido por Torres y filmado en Miami. «Mucho Corazón» logró el número 3 en el Hot Latin Songs, y «Cómo» llegó al puesto 4. «Usted» y «La barca» tuvieron un corte promocional en Latinoamérica.
Para promocionar el disco, Luis Miguel comenzó su Gira Romance el 22 de marzo de 1992 en el Auditorio Nacional en la Ciudad de México, donde se vendieron 10 000 boletos. Su gira de conciertos por Estados Unidos y América Latina finalizó en Chile en diciembre. Además, el artista se presentó en la Expo Sevilla '92 en España. Su repertorio de canciones consistió principalmente de temas de toda su carrera y boleros de Romance. En octubre de 1992 WEA Latina publicó América & en vivo, un EP en directo con una nueva canción —«América, América»— y grabaciones de la gira de «Contigo en la distancia», «No sé tú» e «Inolvidable». AllMusic dio al EP tres de cinco estrellas.

## Recepción de la crítica
Janet Rosen, colaboradora de AllMusic, le otorgó a Romance tres de cinco estrellas y comentó que presentaba «las acostumbradas cancioncitas pop agradables de Luis Miguel, suaves y bien hechas, cantadas con convicción sobre cuerdas y educados ritmos latinos». Hizo notar que el orden de las letras y la ausencia de información en el folleto del álbum hacían que a los oyentes les resultara difícil saber qué pensar de esa presentación, sin embargo, le restó importancia porque «el título del disco lo dice todo». En una nota para Chicago Tribune, Achy Obejas calificó el álbum con un puntaje máximo de cuatro estrellas, elogió a Luis Miguel por haberse resistido a «ponerse campy, lo que hace que su esfuerzo sea mucho más íntegro que lo que podría haberse imaginado» y describió las versiones de boleros como «vibrantes y reales». Mark Holston escribió una crítica positiva en la revista Américas, en la que ensalzó la voz de Luis Miguel, la elección de las canciones y los arreglos de Silvetti: «Romance es un recordatorio de la calidad duradera de la música atemporal».
El sitio Rate Your Music le dio cuatro estrellas de cinco al álbum. En la reseña se dijo que era una «efectiva colección de baladas pop, termina moviendo fibras sensibles y llevando a una emoción distinta canción tras canción». También se aprobó el orden de los temas por comenzar con la «apasionada» «No me platiques más» y finalizar con «la contemplativa y triste» «Cómo». Finalmente se le consideró «un nuevo clásico y lo más significativo en la carrera de Luis Miguel» y se le calificó de «inmejorable» al disco. Gabriel Plaza del diario La Nación tuvo una crítica positiva de Romance por su «repertorio inoxidable y los arreglos de Bebu Silvetti». Además llamó «joyas» a «Te extraño» y «No sé tú», y aplaudió la inclusión del bolero «Cómo» del cantante argentino Chico Novarro. El escritor Ivan Uriel de Filmakersmovie también tuvo comentarios favorables para el álbum. Uriel señaló que la producción fue un «disco fundacional» al ser el primero de la serie Romance y resaltó los acordes de «Inolvidable».
En los Billboard Music Award de 1992, Luis Miguel fue elegido mejor artista de pop latino y mejor artista del Hot Latin Tracks Artist, y Romance como el mejor álbum de pop latino. En Chile, Romance ganó el premio Laurel de Oro por mejor álbum del año. El cantante fue el mejor artista de un país de no habla inglesa en los Korean International Music Awards. En 1993, Romance fue nominado a un Grammy en la categoría mejor álbum pop latino, pero perdió ante Otro día más sin verte, de Jon Secada. También fue nominado a álbum pop del año en los premios Lo Nuestro, pero el ganador fue nuevamente Secada, esta vez con su disco homónimo. Ese mismo año, Luis Miguel recibió tres premios Eres (mejor álbum, mejor cantante masculino y mejor show, por su gira) y dos premios Ronda de Venezuela (mejor álbum internacional y mejor artista internacional del año).

## Recepción comercial
Romance salió a la venta internacionalmente el 19 de noviembre de 1991, y vendió más de 400 000 copias en sus primeros diez días. En México fue certificado como platino óctuple por la Asociación Mexicana de Productores de Fonogramas y Videogramas —AMPROFON— por poner a la venta 2 millones de unidades. En Estados Unidos, Romance debutó en el puesto número 10 en la lista del Billboard Latin Pop Albums el 14 de diciembre de 1991 y alcanzó el primer lugar cuatro semanas después. Encabezó el conteo durante treinta y dos semanas consecutivas, cuando fue desplazado por Jon Secada con su disco homónimo el 22 de agosto de 1992, finalizó 1992 y 1993 como uno de los álbumes de pop latino más vendido del año en el país. Fue la primera producción de un artista hispanohablante en obtener disco de oro en Brasil y Taiwán, y la primera certificación de oro para un artista latino sin fusión en Estados Unidos —más tarde ganó un disco de platino de la RIAA por la venta de más de 1 millón de copias—. En Sudamérica, Romance recibió disco de platino en Colombia y Venezuela, oro en Paraguay y doble platino en Perú. En Argentina fue certificado dieciséis veces platino por las ventas de más de 1 millón de unidades, es el álbum más vendido de un artista no argentino. Recibió un disco de diamante de la Cámara Argentina de Productores de Fonogramas y Videogramas —CAPIF—, y obtuvo una certificación de cuádruple platino en Chile y doble platino en España. Hasta 2013, Romance vendió más de 7 millones de ejemplares a nivel mundial y es la producción más vendida de Luis Miguel.

## Influencia y legado

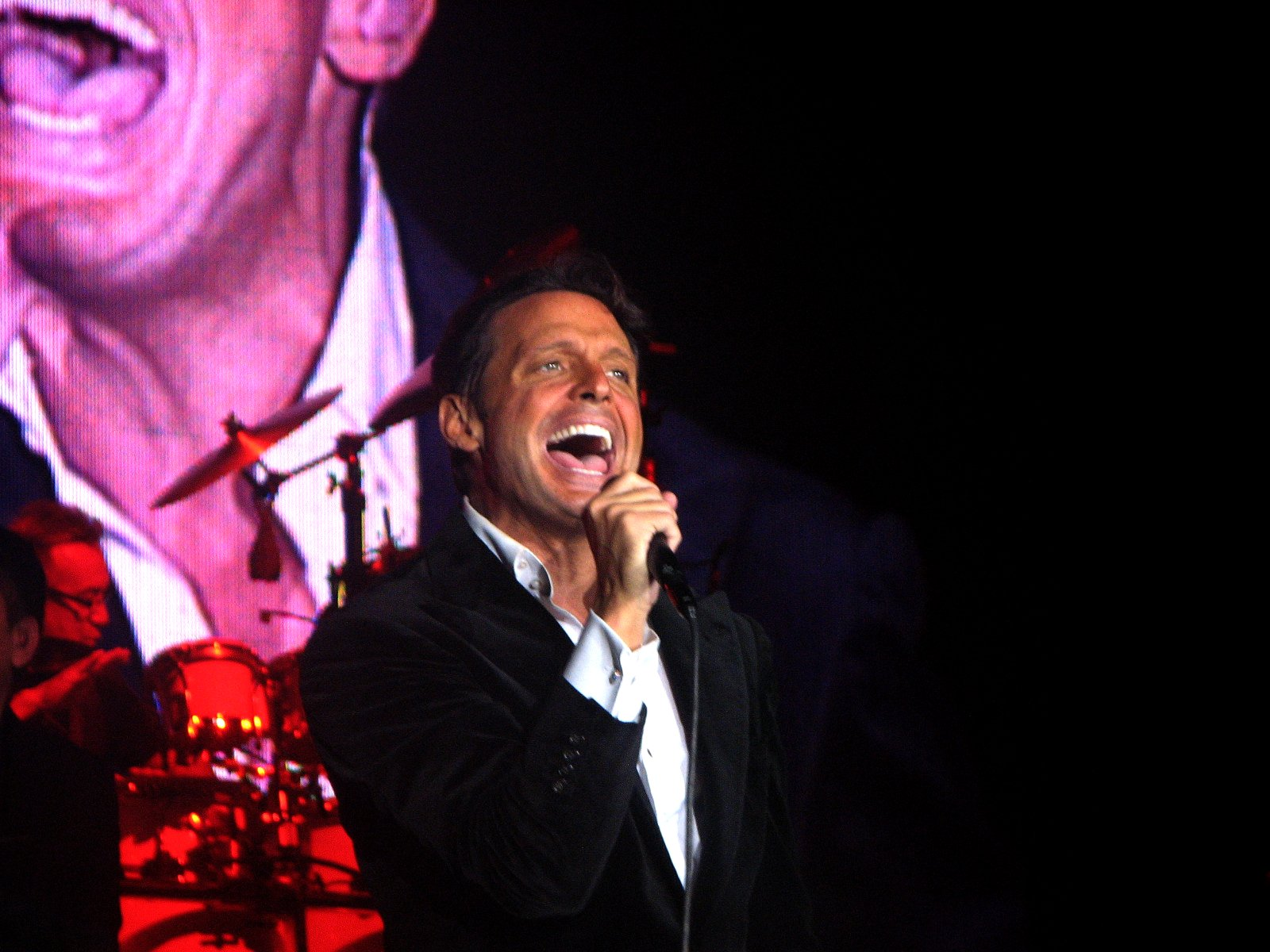
El álbum Romance de Luis Miguel, según los críticos de música, revivió el interés en el género del bolero.

Romance es considerado por los críticos de música como el álbum que renovó el interés por el género del bolero. Según. Monica Eng, de Chicago Tribune, «de la misma manera en que Harry Connick, Jr. volvió a popularizar el sonido de Sinatra y Tony Bennett, el ídolo mexicano de platino Luis Miguel trajo un aprecio por la música de los boleristas de México». En The Wall Street Journal, Mary Talbot comparó el interés renovado en los boleros con el resurgimiento de las big bands y la música swing en el mercado angloamericano, previamente dominado por el rock —que se había apoderado de la popularidad del bolero durante la década de 1960—. Elena Kellner de Los Angeles Times destacó que el álbum «introduce los gustos de los mayores a las audiencias jóvenes» y la popularidad del cantante con los oyentes mayores. En Latin Beat Magazine, Franz Reynold escribió que antes de Luis Miguel, los jóvenes veían a los boleros como «música de ancianos, algo que temer, ya que parecía señalar el advenimiento de la senilidad». Mark Holston escribió en la revista Américas que «la irresistible combinación de canciones clásicas, arreglos sobrecargados de cuerdas y sutiles influencias contemporáneas resultó ser la fórmula perfecta para despertar pasiones adormecidas del bolero, una vez más».
En su libro The Latin Beat: The Rhythms And Roots Of Latin Music From Bossa Nova To Salsa And Beyond, Ed Morales señala que la colaboración de Luis Miguel con Manzanero «trajo a la luz a un maestro ignorado del [bolero]» y «fue una importante actualización del género». Romance aumentó la reputación de Silvetti como arreglista y productor; según Leila Cobo, de la revista Billboard, el álbum «redefinió categóricamente las interpretaciones de boleros tradicionales» y «desató un torrente de trabajo para Silvetti, como las grabaciones con Vic Damone y Engelbert Humperdinck». Sus arreglos se hicieron conocidos como «Silvetti Sound», que Cobo describió como «anclado en melodías arrebatadoras, arreglos de cuerdas exuberantes, instrumentación acústica, y sobre todo, romanticismo desenfadado». Gracias al éxito de Romance, Linda Ronstadt, José Luis Rodríguez y Plácido Domingo se animaron a grabar versiones modernas de boleros tradicionales. De acuerdo con Mauricio Abaroa, exmánager de Luis Miguel, aunque los músicos tradicionales seguían grabando boleros, «el gran éxito de Luis Miguel fue que se trataba de un hombre joven que los canta y los cantaba como baladas modernas». En 2011, durante el 25 aniversario de la lista Billboard Hot Latin Songs, Luis Miguel ocupó el primer lugar en el Hot Latin Songs Top Artists. Manzanero reflexionó así sobre su trabajo en conjunto: «puso en boca de su generación todas las grandes canciones románticas con una historia de 30 años». En 2015, la revista Billboard clasificó a Romance como uno de los «álbumes latinos esenciales de los últimos cincuenta años». Uno de sus editores comentó acerca de su impacto en la industria musical: «Lo que ahora se ha vuelto tan formulaico en la música latina -- el álbum tributo de un artista contemporáneo en honor a un genio de otra era -- comenzó con Romance».
El éxito del álbum alentó a Luis Miguel a grabar tres discos más de Romance. El siguiente, Segundo romance, fue lanzado en 1994; coproducido por Manzanero, Juan Carlos Calderón, Kiko Cibrian y producido por Luis Miguel, y ganó un premio Grammy a mejor álbum de pop latino. En 1997, Romances fue publicado, con Luis Miguel y Manzanero como coproductores y Silvetti en los arreglos; vendió más de 4.5 millones de copias y ganó otro Grammy a mejor álbum de pop latino. Un año más tarde, WEA Latina lanzó un álbum recopilatorio de tres discos titulado Todos los romances, que contiene todas las pistas de los álbumes de la serie Romance. El cuarto disco de la serie, Mis romances —producido por Luis Miguel—, fue publicado en 2001. Aunque el cantante había planeado una serie de diez álbumes, Mis romances fue un fracaso comercial y de crítica. Al año siguiente se lanzó Mis boleros favoritos, con 13 canciones grabadas previamente de la serie Romance y una nueva versión de «Hasta que vuelvas». Según Iván Adaime, de AllMusic, el propósito del disco era «cerrar esta era» de la serie Romance. En 2012, Warner Music Latina reeditó el álbum para conmemorar sus 20 años con Romance: 20th Anniversary, que incluye un CD, el LP original y tres sencillos de 45 RPM: «Inolvidable», «No sé tú» y «Contigo en la distancia».

## Lista de canciones
| Romance |                           |                                     |                    |          |  |
| N.º     | Título                    | Escritor(es)                        | Año de composición | Duración |  |
| 1.      | «No me platiques más»     | Vicente Garrido                     | 1954               | 3:33     |  |
| 2.      | «Inolvidable»             | Julio Gutiérrez                     | 1944               | 4:17     |  |
| 3.      | «La puerta»               | Luis Demetrio                       | 1958               | 3:19     |  |
| 4.      | «La barca»                | Roberto Cantoral                    | 1957               | 3:29     |  |
| 5.      | «Te extraño»              | Armando Manzanero                   | 1968               | 4:24     |  |
| 6.      | «Usted»                   | Gabriel Ruíz, José Antonio Zorrilla | 1951               | 3:43     |  |
| 7.      | «Contigo en la distancia» | César Portillo de la Luz            | 1944               | 3:24     |  |
| 8.      | «Mucho corazón»           | Ema Elena Valdelamar                | 1953               | 3:23     |  |
| 9.      | «La mentira»              | Álvaro Carrillo                     | 1951               | 3:47     |  |
| 10.     | «Cuando vuelva a tu lado» | María Grever                        | 1961               | 3:48     |  |
| 11.     | «No sé tú»                | Armando Manzanero                   | 1986               | 3:49     |  |
| 12.     | «Cómo»                    | Chico Novarro                       | 1967               | 3:15     |  |
| 44:02   |                           |                                     |                    |          |  |

## Créditos y personal
Los siguientes son los créditos de AllMusic y de las notas de Romance:

### Créditos
- Justo Almario – saxofón alto, saxofón tenor («No me platiques más»)
- Luis Conte – percusión
- Benjamin Correa – requinto («La barca», «Mucho corazón»)
- Pedro Flores – viola («Mucho corazón»)
- Ramón Flores – trompeta
- Grant Geissman – guitarra
- Alan Kaplan – trombón
- Ezra Kliger – coordinación, director, coordinador de producción, arreglo de cuerdas
- Abraham Laboriel. – bajo
- Don Markese – saxofón alto («Inolvidable»)
- Joe Meyer – trompa
- Luis Miguel – coproductor, voces
- Robert Payne – trombón
- Peter Scott – oboe («No sé tú», «Contigo en la distancia»)
- Bebu Silvetti – coproductor, arreglista, director, piano, sintetizador
- Calvin Smith – trompa
- Carlos Vega – batería
- Darlene Koldenhoven – Coros («Inolvidable», no acreditado)
- Marlén Landin – Coros («Inolvidable», no acreditado)
- Mary Jamison – Coros («Inolvidable», no acreditado)
- Isela Sotelo – Coros («Inolvidable», no acreditado)
- José Pezullo – Coros («La barca», no acreditado)
- Dan Navarro – Coros («La barca», no acreditado)

### Créditos técnicos
- Ken Allardyce – asistente de ingeniero
- Kenneth Barzilai – fotografía
- Gustavo Borner – programador del teclado
- J. Vicente Diosdado – diseño gráfico
- Benny Faccone – ingeniero, mezcla
- Bernie Grundman – máster
- Steve Holrayde – asistente de ingeniero
- Armando Manzanero – coproductor

## Listas

### Listas semanales
| Lista (1992)                                | Máxima posición |
| ------------------------------------------- | --------------- |
| Argentina (CAPIF)                           | 1               |
| Estados Unidos (Billboard Latin Pop Albums) | 1               |

| Lista (1993)                                | Máxima posición |
| ------------------------------------------- | --------------- |
| Estados Unidos (Billboard Top Latin Albums) | 3               |

### Listas anuales
| Lista (1992)                                | Máxima posición |
| ------------------------------------------- | --------------- |
| Estados Unidos (Billboard Latin Pop Albums) | 1               |

| Lista (1993)                                | Máxima posición |
| ------------------------------------------- | --------------- |
| Estados Unidos (Billboard Latin Pop Albums) | 1               |

## Certificaciones
| País | Certificación | Ventas     |
| --- | ------------- | ---------- |
| Argentina (CAPIF) | Diamante      | 1 041 730  |
| Brasil (Pro-Música Brasil) | Oro           | 300 000    |
| Chile (IFPI) | 4× Platino    | 80 000^    |
| Colombia (ASINCOL) | Platino       | 60 000x    |
| España (PROMUSICAE) | 2× Platino    | 200 000^   |
| Estados Unidos (RIAA) | Platino       | 1 000 000^ |
| México (AMPROFON) | 8× Platino    | 2 000 000^ |
| Paraguay (IFPI) | Oro           | 5 000x     |
| Perú (IFPI) | 2× Platino    | 20 000x    |
| Taiwán (RIT) | Oro           | 50 000*    |
| Venezuela | Platino       | 20 000x    |
| *las cifras de ventas sobre la base de la certificación por sí sola ^cifras de envíos sobre la base de la certificación por sí sola xcifras no especificadas sobre base de la certificación por sí sola |               |            |